# Verižni top
Verižni top (ang. chain gun) oz. verižna strojnica - če gre za manjši kaliber, je vrsta avtomatskega strelnega orožja, ki uporablja zunanji vir energije za nalaganje novih nabojev - za razliko od orožij s plinskim mehanizmom.

## Primeri verižnih topov
- M242 Bushmaster 25mm  - na oklepnih vozilih M2 Bradley in LAV-25
- M230 30 mm - na helikopterju AH-64 Apache
- Bushmaster II 30 mm
- Bushmaster III 35/50 mm